# Wayne Horvitz
Wayne Horvitz  (Nueva York, 1955) es un compositor, teclista y productor discográfico estadounidense de jazz contemporáneo y música clásica contemporánea.

## Historial
Horvitz, un "retador del mestizaje de géneros", ha liderado diversos grupos, como The President, Pigpen, Zony Mash, y The Four Plus One Ensemble. Ha tocado, y realizado grabaciones, con músicos como John Zorn, Bill Frisell, Elliott Sharp, Danny Barnes, Tucker Martine,  Butch Morris, Fred Frith, Julian Priester, Philip Wilson, Michael Shrieve, Carla Bley, Timothy Young, Bobby Previte, Skerik, Douglas September y otros. Alcanzó especialmente notoriedad como teclista de la banda Naked City, y ha sido productor de diversos álbumes de World Saxophone Quartet, Human Feel, Marty Ehrlich, Fontella Bass, The Living Daylights, Bill Frisell y Eddie Palmieri.
Como compositor, Horvitz ha trabajado para The Kitchen, The Kronos Quartet, Brooklyn Academy of Music, New World Records, The Seattle Chamber Players y Earshot Jazz. Ha compuesto también por encargo de Meet the Composer, The National Endowment for the Arts, The New York State Arts Council, The Mary Flagler Carey Trust, The Seattle Arts Commission, The Lila Wallace-Reader's Digest Fund y The Fund for U.S. Artists. En 2002 fue premiado con una beca de la Rockefeller MAP para la creación de una nueva obra, "Joe Hill", para orquesta de cámara y voz, que se estrenó en octubre de 2004, en Seattle. Su composición de 2003, "Whispers, Hymns and a Murmur for String Quartet and soloist", financiada por la beca Seattle City Artist, se había estrenado en marzo de 2004. Esta composición y sus primeros cuartetos de cuerda, "Mountain Language", fueron editados por el selloTzadik. Sus cuartetos de cuerda recientes, "These Hills of Glory", obtuvieron el apoyo de 4Culture y de la Oficina Intermunicipal de Artes y Asuntos Culturales. Se reciente colaboración con Tucker Martine, "Mylab", se situó en el Top 10 de las listas de ventas de CD de jazz, publicadas por New Yorker y Amazon.com en 2004. En febrero de 2005 recibió el Premio Golden Ear, por Earshot Jazz, en la categoría de "Concierto del Año".
Horvitz ha compuesto y producido música para teatro, video, films, televisión y otros proyectos multimedia, incluyendo dos proyectos con el directorGus Van Sant, y do documentales para el EMP Museum de Seattle. Compuso también una banda sonora para el film de Charlie Chaplin, "The Circus", para dos pianos, dos clarinetes y violín, estrenda en febrero de 2000, en Oporto, Portugal.
Horvitz reside habitualmente en Seattle, Washington.

## Discografía

### Como líder
- No Place Fast (Parachute, 1979)
- Simple Facts (Theatre For Your Mother, 1981)
- Dinner at Eight (Dossier, 1985)
- This New Generation (Elektra/Musician, 1985)
- Monologue (Cavity Search, 1997)
- Film Works (Avant, 2003)

### Integrado en grupos
4+1 Ensemble (+ Reggie Watts, Eyvind Kang, Julian Priester, Tucker Martine)
- 4+1 Ensemble (Intuition, 1998)
- From a Window (Avant, 2001)

Gravitas Quartet ( + Ron Miles, Peggy Lee, Sara Schoenbeck)
- Way Out East (Songlines, 2006)

Mylab (Tucker Martine, Wayne Horvitz…)
- Mylab, Sony BMG, 2004

New York Composers' Orchestra (Wayne Horvitz, Herb Robertson, Steven Bernstein, Marty Ehrlich, Ray Anderson, Robin Holcomb,…)
- NY Composers Orchestra (New World, 1990)
- First Program in Standard Time (New World, 1992)

Pigpen (Wayne Horvitz, Briggan Krauss…)
- Halfrack (Tim/Kerr, 1993)
- V as in Victim (Avant, 1993)
- Miss Ann (Tim/Kerr, 1993)
- Live in Poland (Cavity Search, 1994)
- Daylight (Tim/Kerr, 1997)

Ponga (Wayne Horvitz, Dave Palmer, Bobby Previte, Skerik)
- Ponga (Loosegroove, 1998)* Psychological (P-vine, 2000)

Sweeter Than the Day ( + Timothy Young, Keith Lowe, Andy Roth)
- American Bandstand - más tarde reeditado como Forever (Songlines, 2000)
- weeter Than the Day (Songlines, 2001)
- Live at the Rendezvous (Liquid City, 2005)

The President (Wayne Horvitz, Bobby Previte, Dave Sewelson, Kevin Cosgrove, Joe Gallant / Stew Cutler, Doug Wieselman, Dave Hofstra)
- The President (Dossier, 1987)
- Bring Yr Camera (Elektra/Musician, 1988)
- Miracle Miles (Elektra Nonesuch, 1992)

Zony Mash (Wayne Horvitz, Timothy Young, Fred Chalenor / Keith Lowe, Andy Roth)
- Cold Spell (Knitting Factory, 1997)
- Brand Spankin' New (Knitting Factory, 1998)
- Upper Egypt (Knitting Factory, 1999)
- Live in Seattle (Liquid City, 2002)

### Como colíder
Wayne Horvitz, Butch Morris, William Parker Trio
- Some Order, Long Understood (Black Saint, 1982)

Wayne Horvitz, Butch Morris, Bobby Previte Trio 
- Nine Below Zero, (Sound Aspects, 1987)
- Todos Santos, (Sound Aspects, 1988)

 Wayne Horvitz / Ron Samworth/ Peggy Lee/ Dylan van der Schyff
- Intersection Poems (Spool, 2005)

The Sonny Clark Memorial Quartet (John Zorn, Wayne Horvitz, Ray Drummond, Bobby Previte)
- Voodoo (Black Saint, 1985)

John Zorn, Elliott Sharp, Bobby Previte, Wayne Horvitz
- Downtown Lullaby (Depth of Field, 1998)

Donald Rubinstein, Wayne Horvitz y Zony Mash
- A Man Without Love (Blue Horse, 1998)